# Acker-Stiefmütterchen
Das Acker-Stiefmütterchen oder Feld-Stiefmütterchen (Viola arvensis) ist eine Pflanzenart aus der Gattung Veilchen (Viola) innerhalb der Familie der Veilchengewächse (Violaceae).

## Beschreibung

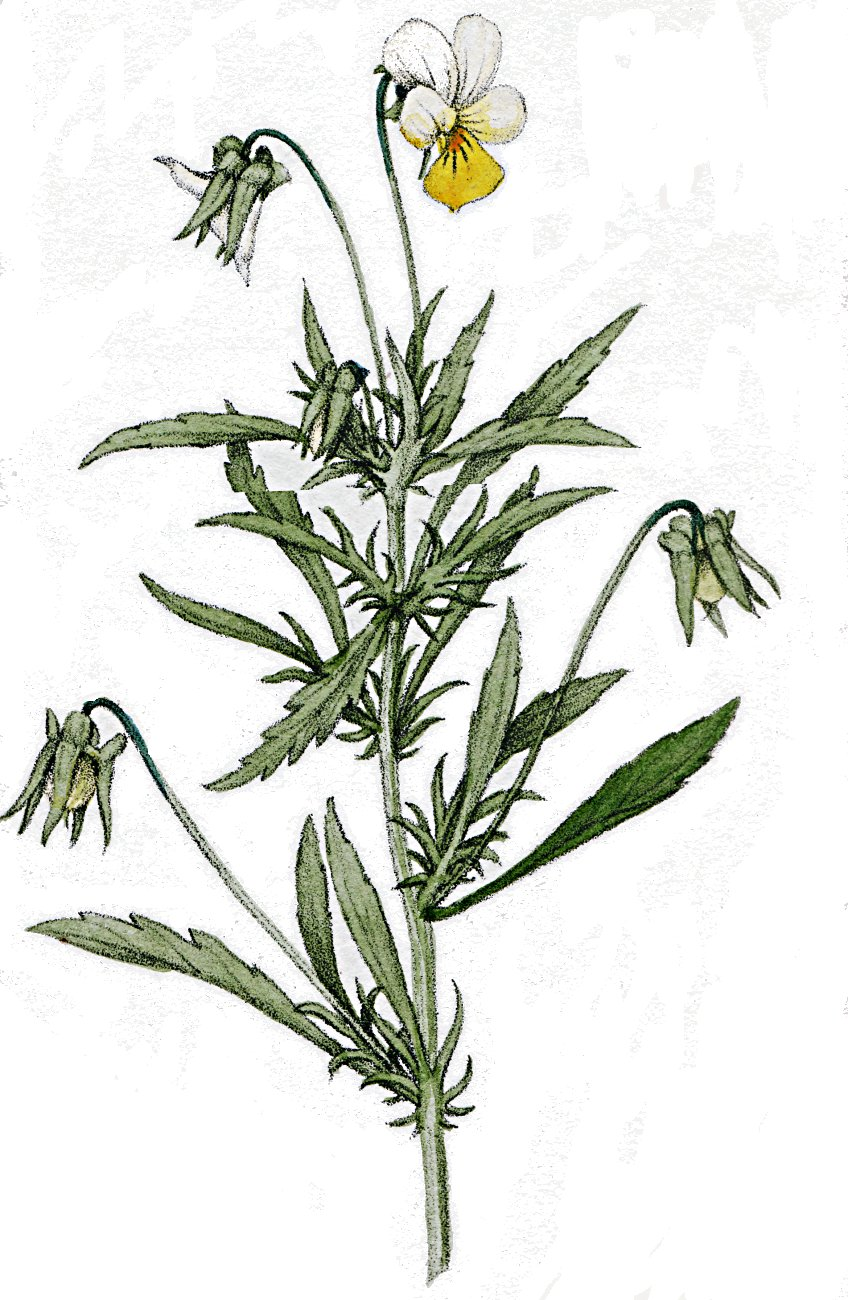
Illustration

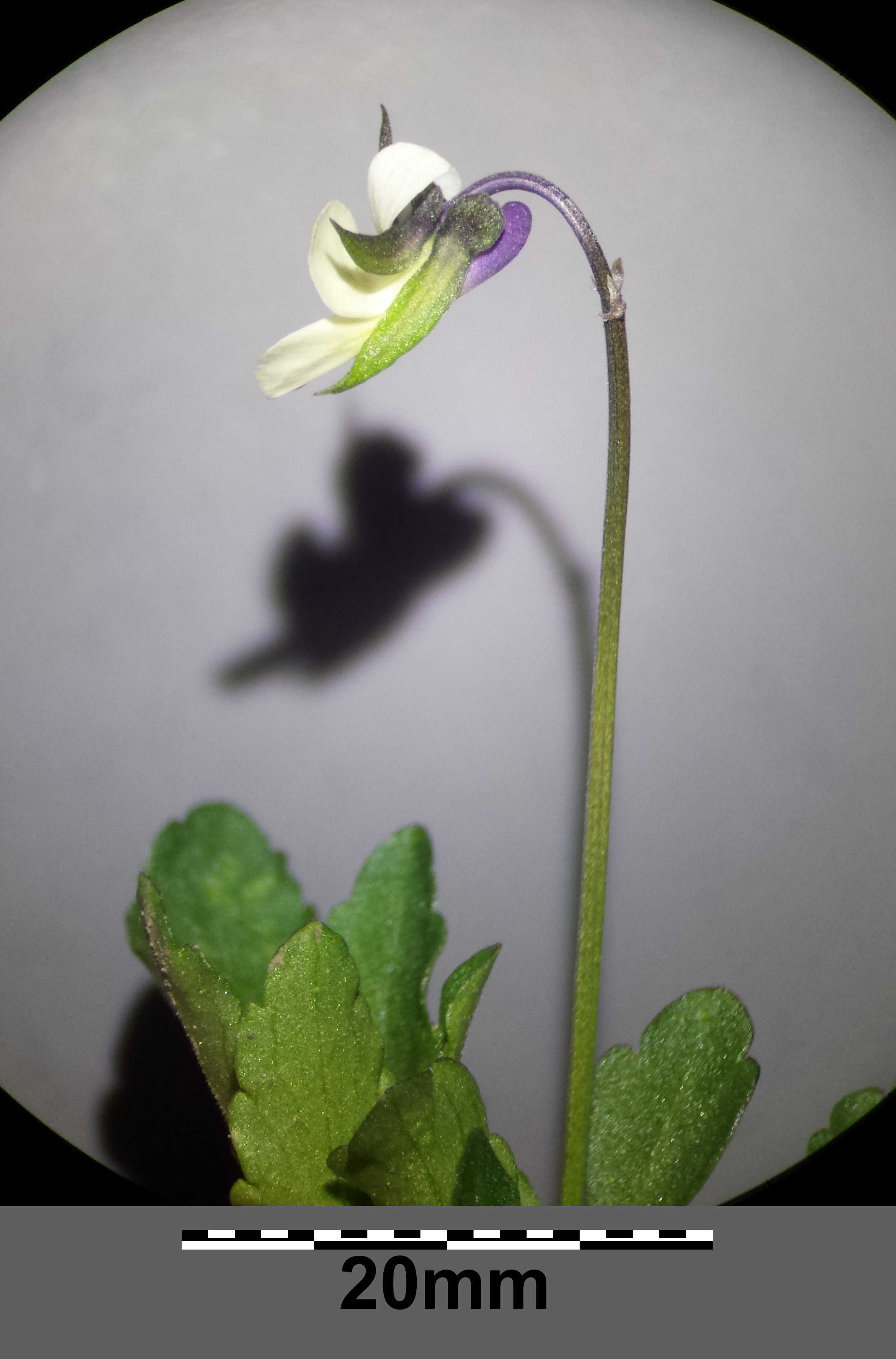
Blüte mit Blütenstiel von Viola arvensis subsp. arvensis

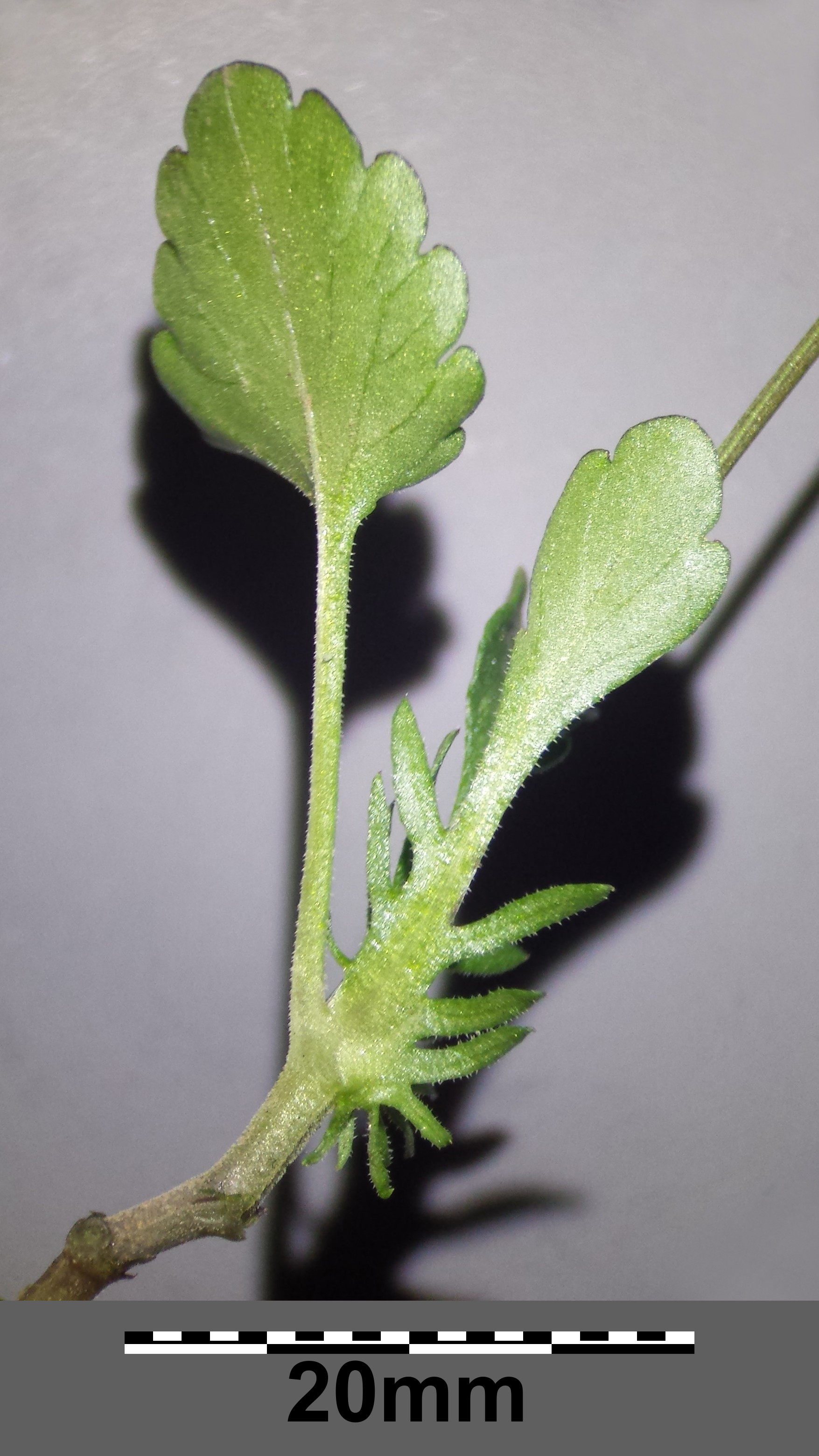
Laubblatt mit Nebenblättern von Viola arvensis subsp. arvensis

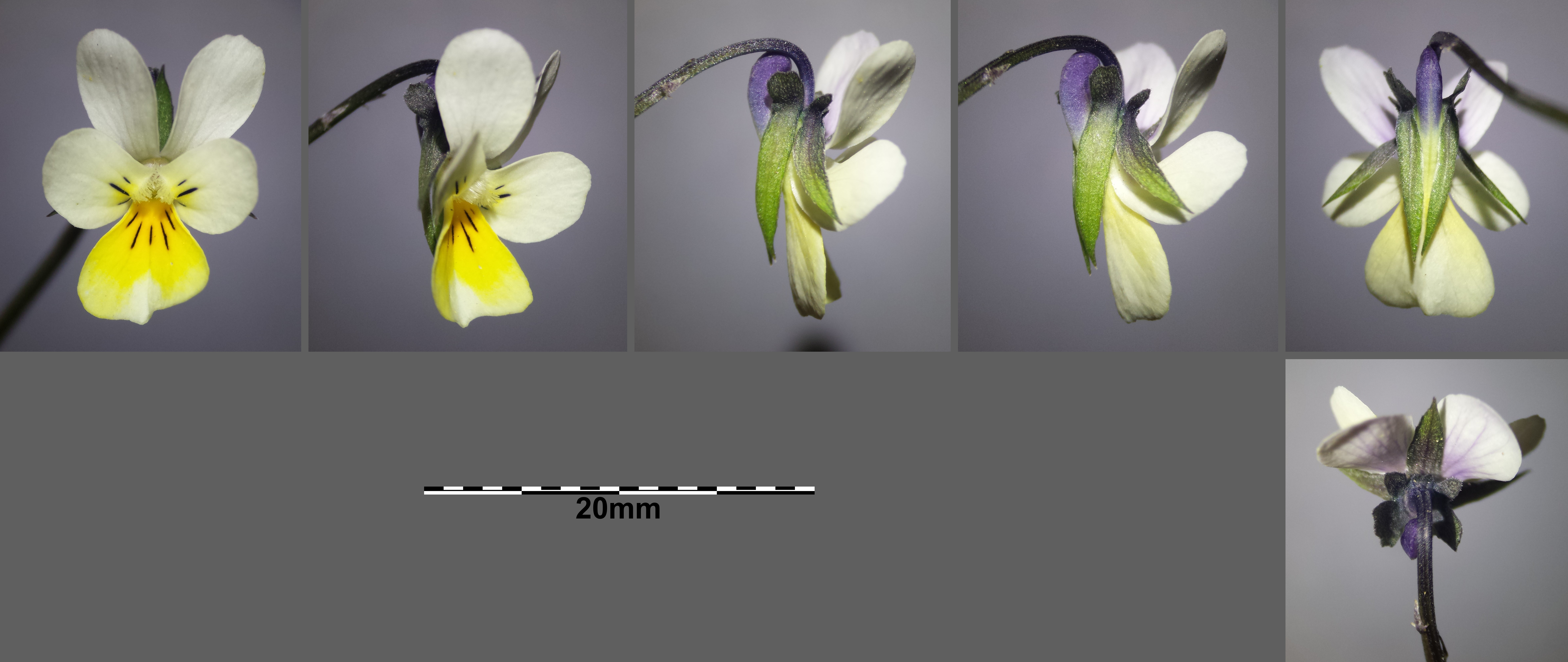
Zygomorphe Blüte von Viola arvensis subsp. arvensis

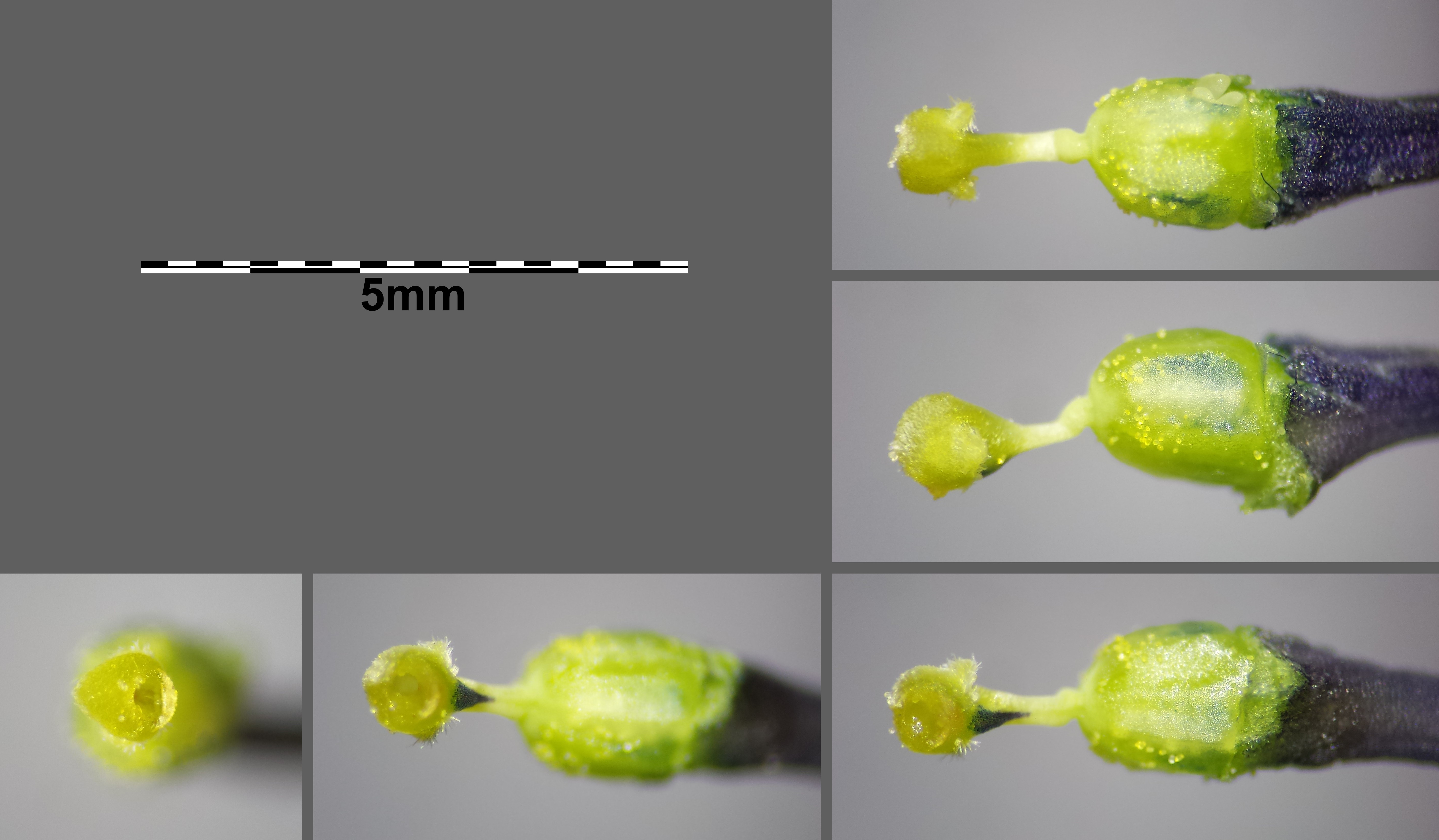
Fruchtknoten mit Griffel und kugeliger Narbe von Viola arvensis subsp. arvensis

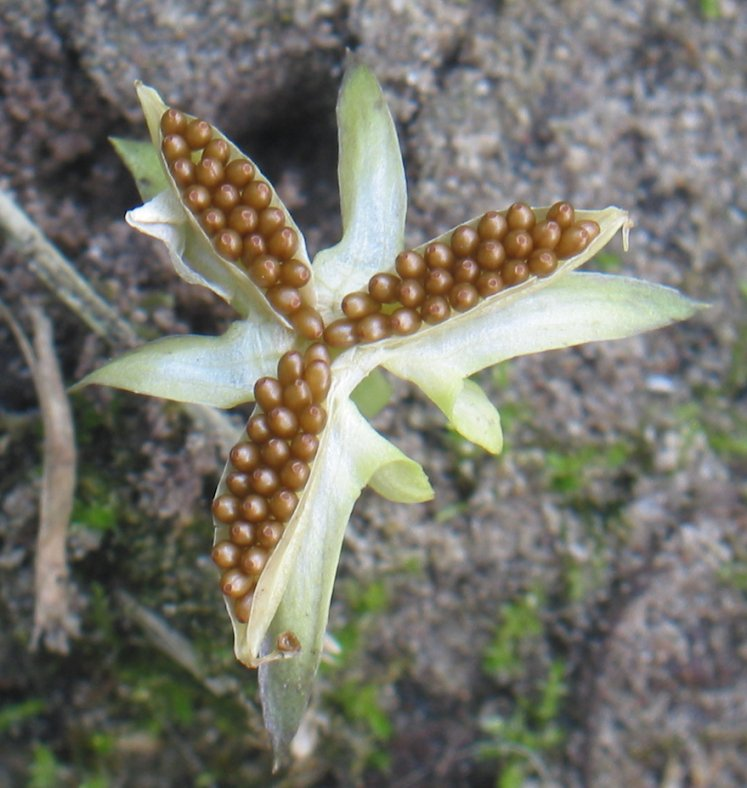
Geöffnete dreiklappige Kapselfrucht mit den Samen

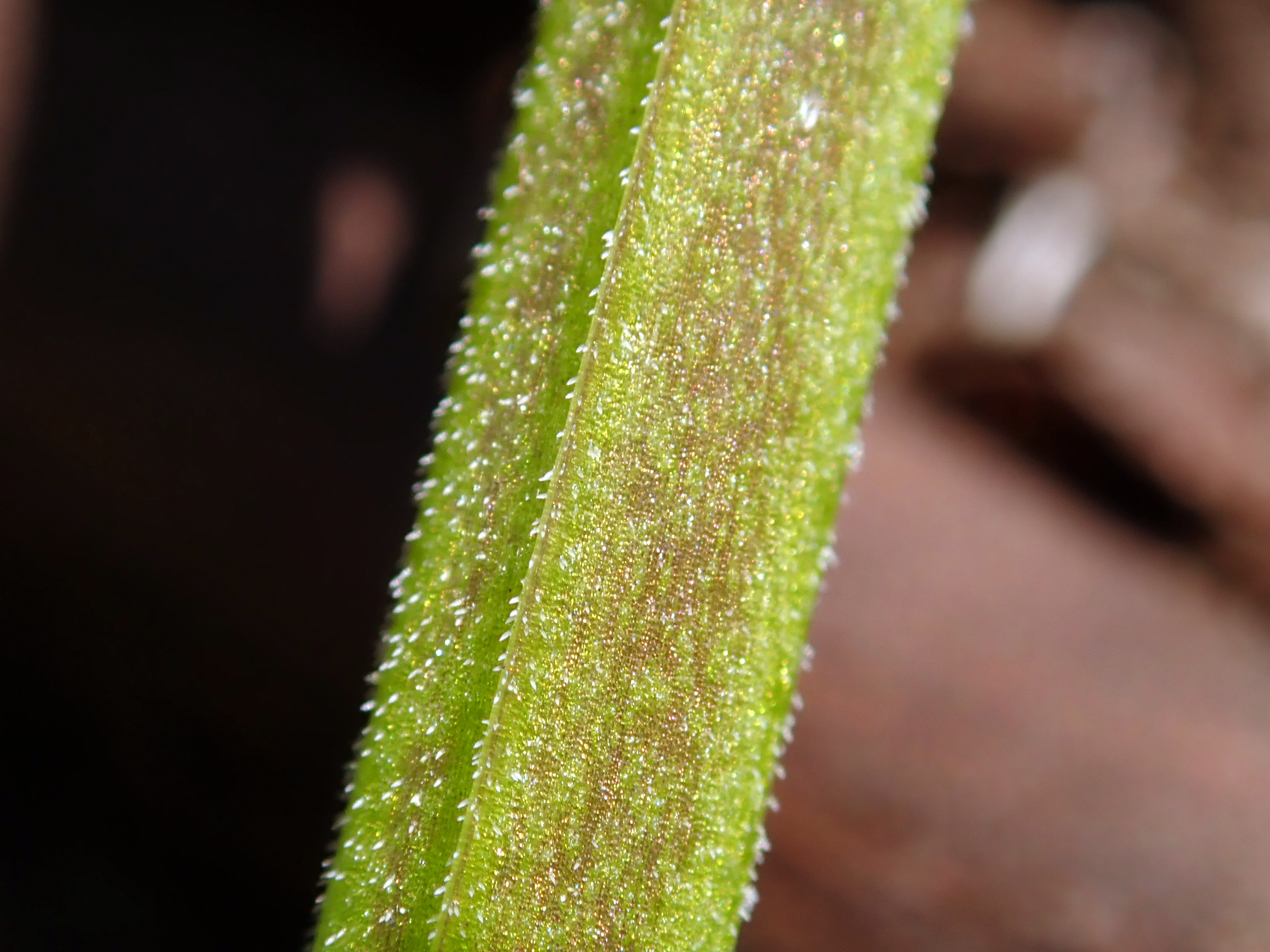
Kantiger, behaarter Stängel

### Vegetative Merkmale
Das Acker-Stiefmütterchen ist eine sommergrüne, meist einjährige, seltener zweijährige krautige Pflanze, die Wuchshöhen von meist nur 10 bis 20 (5 bis 50) Zentimetern erreicht. Es bildet keine unterirdischen Ausläufer aus. Es werden Pfahlwurzeln gebildet. Die unterirdischen Pflanzenteile duften nach Wintergrün, wenn sie zerkleinert werden. Die oberirdischen Pflanzenteile sind nur locker kurz behaart. Je Pflanze werden ein bis fünf Stängel gebildet. Der meist aufrechte oder manchmal aufsteigende, selten liegende Stängel ist kantig, einfach oder meist im unteren Bereich verzweigt und fast kahl oder sehr spärlich fein flaumig behaart.
Die wechselständig am Stängel angeordneten Laubblätter sind meist in Blattstiel und -spreite gegliedert. Der Blattstiel ist bei einer Länge von 10 bis 20 Millimetern oft länger als die Blattspreite. Die Blattspreite ist bei einer Länge von meist 1 bis 2 (0,5 bis 6,5) Zentimetern sowie einer Breite von meist 0,5 bis 1,5 (0,2 bis 2,2) Zentimetern breit-eiförmig bis schmal-elliptisch mit stumpfem oberen Ende. Die Blattspreite ist spärlich fein flaumig behaart, besonders am Blattrand und an den Blattadern auf der Blattunterseite. Der Blattrand ist gesägt oder gekerbt. Die Blattspreiten der größten Laubblätter sind beiderseits fast immer mit fünf Kerben versehen. Bei den unteren Stängelblättern ist die Blattspreite eiförmig oder kreisförmig-eiförmig mit gerundeter Spreitenbasis und ihr Blattstiel ist mindestens so lang wie ihre Blattspreite. Die Blattspreite der mittleren Stängelblätter ist meist länger als 1 Zentimetern, länglich-eiförmig oder länglich-elliptisch mit keilförmiger Spreitenbasis, die in den kurzen Blattstiel herabläuft, und sie besitzt an beiden Seiten je vier bis fünf Kerben. Bei den unteren Stängelblättern ist die Blattspreite länglich-lanzettlich und ein Blattstiel kaum erkennbar. Die aufrechten Nebenblätter sind bei einer Länge von 2 bis 40 Millimetern fiederteilig oder -lappig und besitzen einen vergrößerten Endabschnitt, der der Blattspreite ähnelt. Der Endabschnitt ist meist eiförmig bis schmal-lanzettlich und gekerbt oder ganzrandig. Die Seitenabschnitte sind linealisch bis schmal-lanzettlich.

### Generative Merkmale
Die Blütezeit reicht von April bis Oktober, in der Schweiz von März bis September. Je Pflanzenexemplar sind wenige bis zahlreiche Blüten vorhanden. Die aufrechten bis abstehenden, meist kahlen Blütenstiele überragen bei einer Länge von 2,5 bis 11 Zentimetern die Laubblätter um das zwei- bis dreifache. Am Blütenstiel sind jeweils zwei lanzettliche Deckblätter vorhanden.
Die zwittrigen Blüten sind fünfzählig und zygomorph mit doppelter Blütenhülle. Die fünf Kelchblätter sind bei einer Länge von meist 7,5 bis 10 (4 bis 15) Millimetern länglich-lanzettlich oder lanzettlich mit spitzem oder zugespitztem oberen Ende und sie besitzen ein bei einer Länge von 1 bis 4 Millimetern kreisrundes bis elliptisches Anhängsel, das unregelmäßig gezähnt ist; sie können bewimpert sein. Die Kronblätter sind höchstens geringfügig kürzer aber meist etwa gleich lang wie die Kelchblätter. Die trichterförmige Blütenkrone ist meist 8 bis 14 (6 bis 26) Millimeter lang. Die zwei oberen Kronblätter sind weiß bis bläulich, oft mit violettem Fleck. Die zwei seitlichen Kronblätter sind etwa gleich lang oder kürzer als die Kelchblätter. Das untere Kronblatt ist oft weißlich bis hell-gelb und mit blauen Kerben versehen und ist einschließlich Sporn mit einer Länge von meist 8 bis 14 (5,5 bis 15) Millimetern nur wenig kürzer bis ein wenig länger als die Kelchblätter; der gerade Sporn ist bei einer Länge von 1 bis 4 Millimetern so lang oder wenig länger als die Kelchanhängsel. Es ist ein Kreis mit fünf Staubblättern vorhanden. Die freien Staubfäden sind relativ kurz. Die Staubbeutel sind bewimpert. Der Griffel ist kugelig mit bärtigem oberen Ende.
Die bei einer Länge von 5 bis 10 Millimetern mehr oder weniger kugelige, kahle Kapselfrucht öffnet sich lokulizid mit drei elastischen Fruchtklappen und enthält 27 bis 75 Samen. Die gold-braunen Samen sind bei einer Länge von 1,5 bis 1,9 Millimetern länglich-eiförmig. Es ist nur ein sehr kleiner Arillus vorhanden.

### Chromosomensatz
Die Chromosomengrundzahl beträgt x = 17; es liegt Diploidie vor. Die Chromosomenzahl von beiden Unterarten, Viola arvensis subsp. arvensis und Viola arvensis subsp. megalantha beträgt 2n = 34.

## Ökologie
Beim Acker-Stiefmütterchen handelt es sich um einen Therophyten. Es kommen z. T. bis 45 Zentimeter tiefe Wurzeln vor.
Die Bestäubung des Acker-Stiefmütterchens erfolgt durch Insekten, häufig wurde auch schon die Selbstbestäubung beobachtet. Die häufigsten Blütenbesucher sind Bienen. Es sind keine kleistogamen Blüten vorhanden.
Eine Pflanze kann nach Veit Brecher Wittrock in einem Jahr bis zu 1600 Blüten entwickeln, und da jede Kapselfrucht 27 bis 75 Samen enthält, kann sie bis zu 90.000 Samen entwickeln. Das Acker-Stiefmütterchen bildet langlebige Samen aus, die meist mit der aufspringenden Kapselfrucht ausgeschleudert und später durch Ameisen weiter ausgebreitet werden.
Ein Forscherteam der Universität Montpellier wies nach, dass die Selbstbestäubung aufgrund des Insektensterbens immer mehr zunimmt. Der Vergleich von Samen, die zwischen 1992 und 2001 gesammelt wurden, zu den 2021 an den gleichen Standorten gesammelten Samen, zeigt deutliche Unterschiede: Sie bilden um ca. 10 % kleinere Blüten und produzieren 20 % weniger Nektar. Sie werden von Hummeln, ihren natürlichen Bestäubern, seltener aufgesucht.

## Vorkommen
Das Acker-Stiefmütterchen in weiten Teilen Europas, in Makaronesien, Nordafrika, Westasien und Sibirien verbreitet. In Europa, beispielsweise in der Schweiz, gilt es als Archäophyt. Es gibt Fundortangaben für die Kanarischen Inseln, den Madeira-Archipel, das nördliche Algerien, Marokko, Tunesien, Spanien, Portugal, Andorra, Frankreich, Korsika, Sardinien, Sizilien, Italien, Slowenien, die Slowakei, Serbien, Kroatien, Bosnien und Herzegowina, Montenegro, Rumänien, Albanien, Bulgarien, Nordmazedonien, Griechenland, Zypern, Dänemark, Norwegen, Schweden, Finnland, das Vereinigte Königreich, Irland, die Niederlande, Belgien, Deutschland, Österreich, die Schweiz, Tschechien, Ungarn, Polen, Belarus, Estland, Litauen, Lettland, Moldawien, die Ukraine, die Krim, den europäischen Teil Russlands, die Türkei, den Iran und Sibirien.

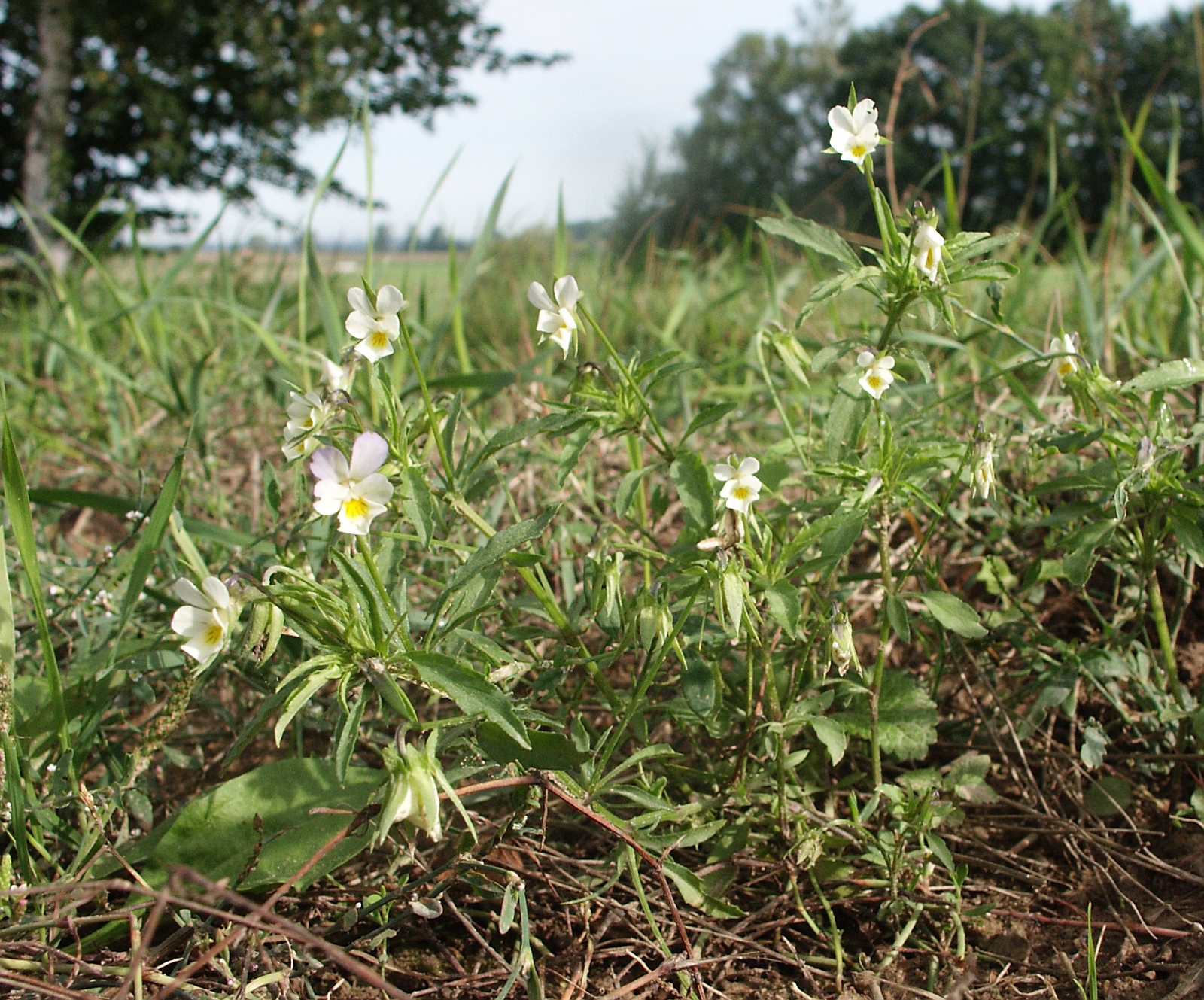
Viola arvensis subsp. arvensis

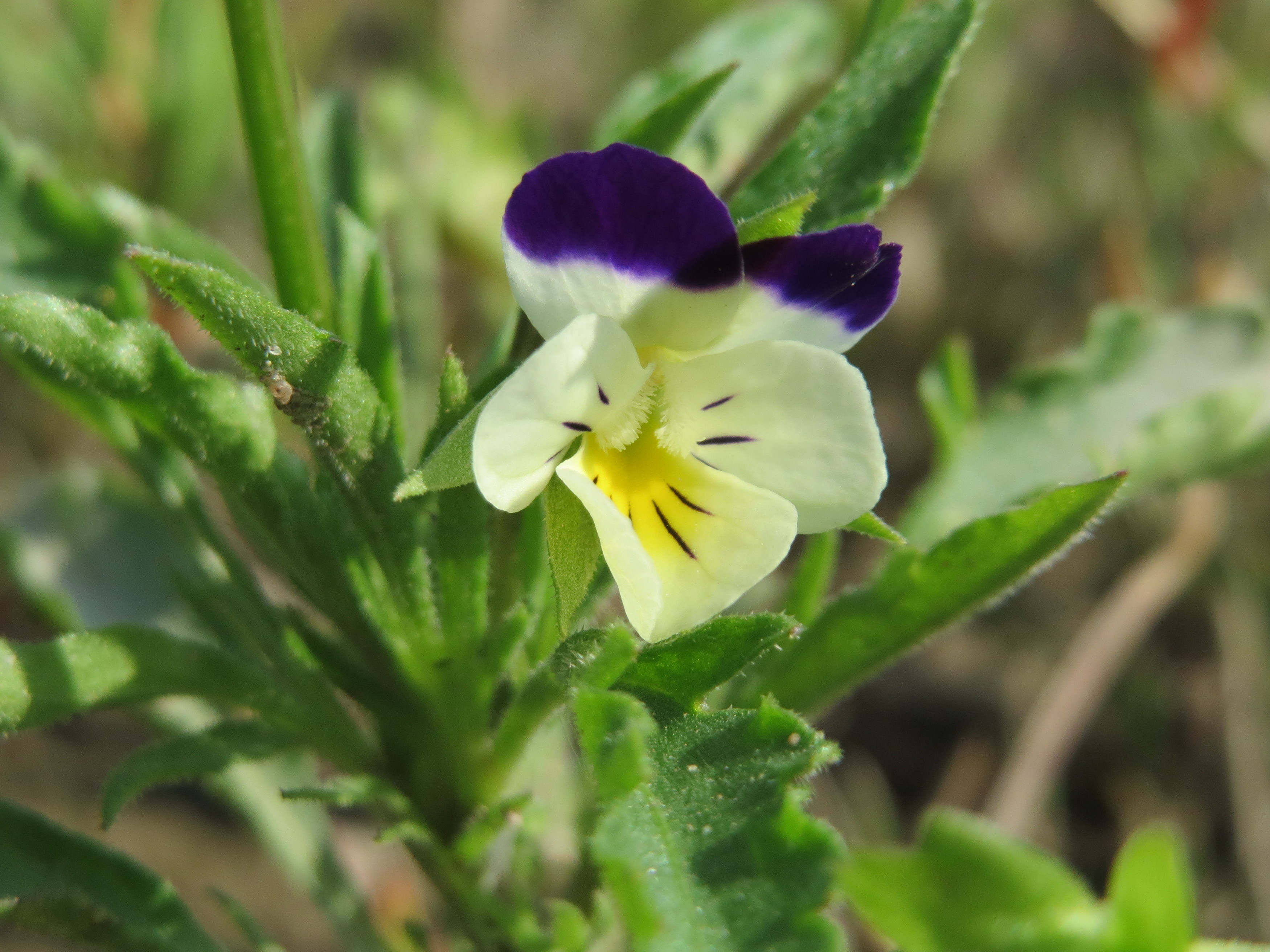
Viola arvensis subsp. megalantha

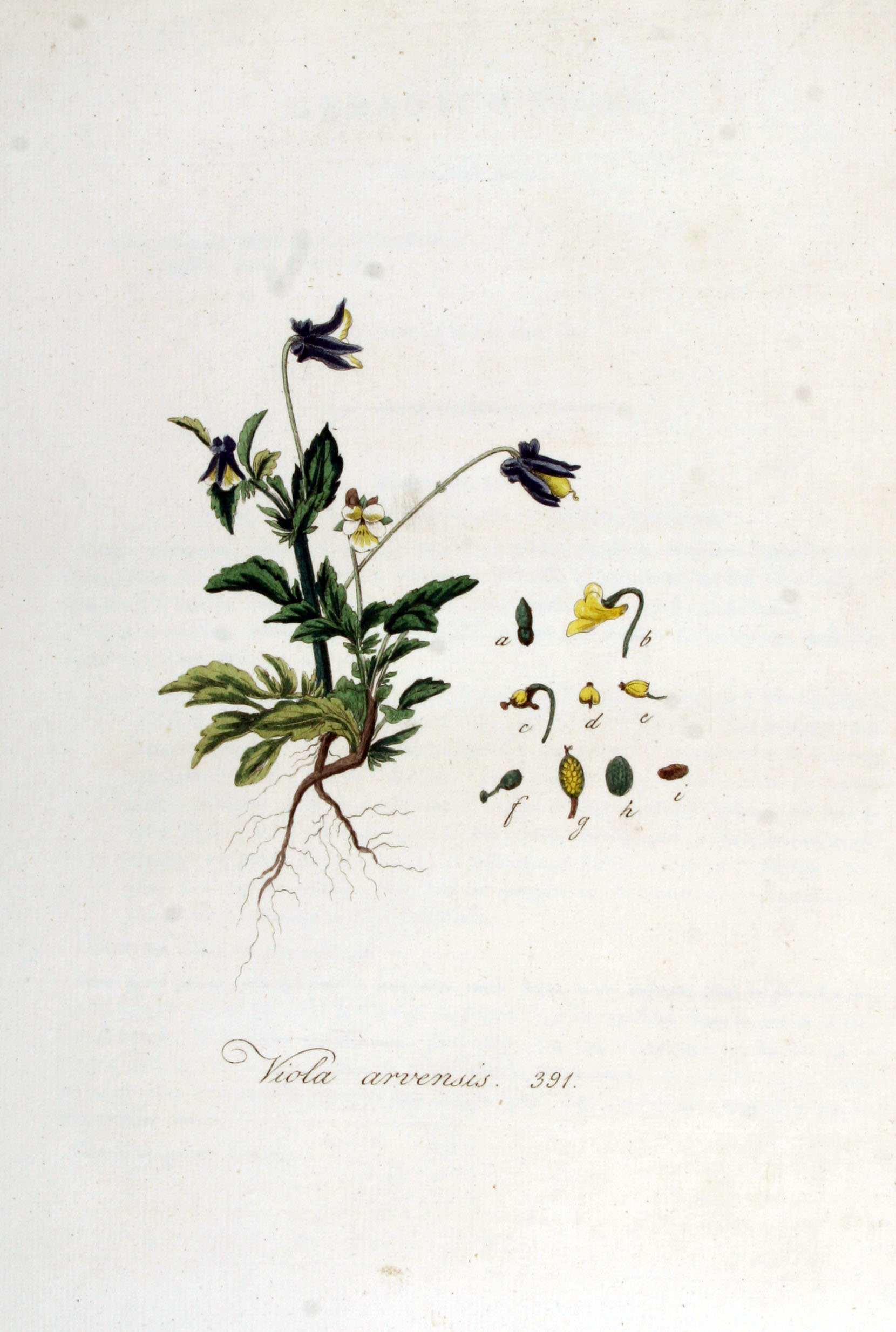
Illustration aus Flora Batava, Volume 5

Es gilt als Kulturfolger und wurde wahrscheinlich durch den Menschen nicht erst im Mittelalter, sondern schon im Subboreal (3710–450 v. Chr.) eingeschleppt. Viola arvensis ist in vielen Gebieten ein Neophyt.
Das Acker-Stiefmütterchen wächst in Mitteleuropa an trockenen Standorten wie Äckern, Ruderalstellen und Feldrändern. Solche Standorte sind meist nährstoffreich, stickstoffgesättigt und basenreich. Nicht selten ist es jedoch auch auf Sandplätzen zu finden. Es ist in ganz Deutschland recht häufig verbreitet, nur im Alpenraum und in den Mittelgebirgen ist es seltener. Es ist in Mitteleuropa eine Charakterart der Ordnung Centauretalia cyani, kommt aber bei Fruchtwechsel auch in Polygono-Chenopodietalia-Gesellschaften vor.

## Systematik

### Taxonomie
Die Erstveröffentlichung von Viola arvensis erfolgte 1770 durch Johan Andreas Murray in Prodromus Designationis Stirpium Gottingensium, S. 73. Synonyme für Viola arvensis Murr. sind: Viola agrestis Jord., Viola banatica Roem. & Schult., Viola segetalis Jord., Viola tricolor subsp. arvensis (Murr.) Gaudin.

### Unterarten
Je nach Autor gibt es etwa zwei Unterarten:
- Gewöhnliches Acker-Stiefmütterchen (Viola arvensis Murr. subsp. arvensis): Sie kommt in Deutschland, Österreich, Liechtenstein, Italien und auf Korsika vor.[6] Die Kronblätter sind kürzer als oder höchstens so lang wie die Kelchblätter. Die Blüten sind 8 bis 15 Millimeter lang. Sie wurzelt bis 45 Zentimeter tief.[10]
- Großblütiges Acker-Stiefmütterchen (Viola arvensis subsp. megalantha Nauenb., Syn.: Viola contempta Jord., Viola arvensis var. contempta (Jord.) Espeut, Viola megalantha G.H.Loos nom. inval.): Sie ist in Deutschland, Österreich, Liechtenstein, Italien, Frankreich, Monaco, Belarus, Estland, Lettland, Litauen, Kaliningrad, in weiten Teilen Russlands, in der Ukraine und auf der Krim verbreitet.[6] Die Kronblätter sind meist länger als die Kelchblätter. Die Blüten sind 18 bis 26 Millimeter lang. Die oberen Kronblätter sind meist blauviolett überlaufen.

## Namensherkunft
Der Begriff „Stiefmütterchen“ soll an folgende Merkmale angelehnt sein: Die beiden oberen Kronblätter werden als Stieftöchter angesehen, die beiden seitlichen die Töchter und das vergrößerte untere Kronblatt mit der auffälligen blauen Kerbung soll die Mutter darstellen.

## Verwendung

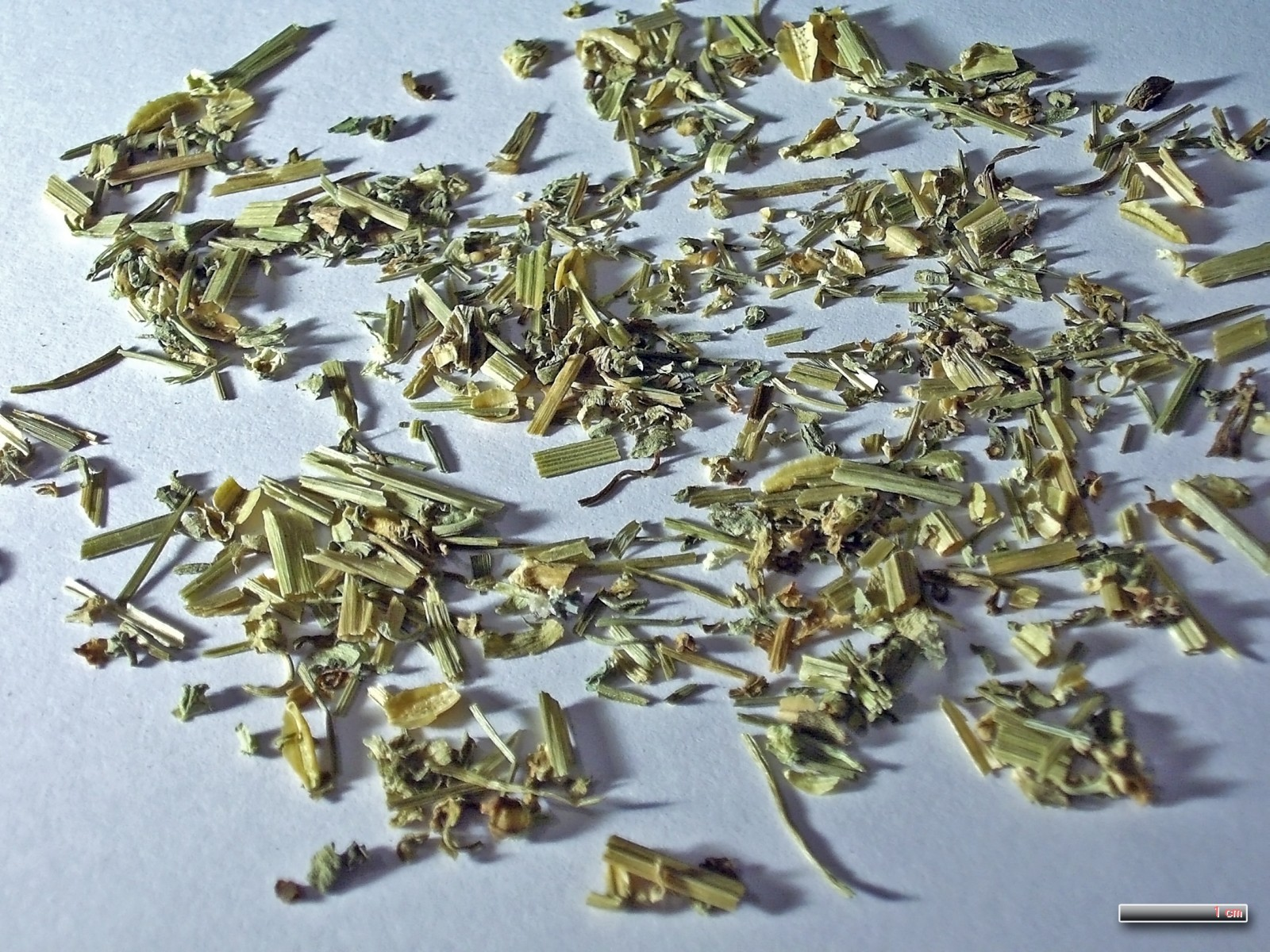
Getrocknete oberirdische Pflanzenteile

Die pflanzliche Droge kann durch den Gehalt an Salicylsäure gegen Kopfschmerzen verwendet werden, Saponine und Schleimsubstanzen können bei Hauterkrankungen helfen. In der Volksmedizin soll ein Dekokt zudem Husten und Halsentzündungen lindern.